# Празереш (Лиссабон)
Празереш (порт. Prazeres) — район (фрегезия) в Португалии, входит в округ Лиссабон. Является составной частью муниципалитета Лиссабон. Находится в составе крупной городской агломерации Большой Лиссабон. По старому административному делению входил в провинцию Эштремадура. Входит в экономико-статистический субрегион Большой Лиссабон, который входит в Лиссабонский регион. Население составляет 8492 человека на 2001 год. Занимает площадь 1,48 км².
Покровителем района считается Дева Мария (порт. Maria).

## История
Район основан в 1959 году